# Skip Battin
Clyde Raybould Battin, detto Skip (Gallipolis, 18 febbraio 1934 – Silverton, 6 luglio 2003), è stato un bassista statunitense.
Nel corso della sua carriera ha militato in gruppi quali The Byrds, New Riders of the Purple Sage e Flying Burrito Brothers.

## Morte
Clyde Battin è morto il 6 luglio 2003, a causa di complicazioni dovute alla malattia di Alzheimer.

## Discografia

### Solista
- 1973: Skip Battin (Signpost)
- 1981: Navigator (Appaloosa)
- 1984: Don't Go Crazy (Appaloosa)
- 2012: Topanga Skyline (Sierra) (registrato il 17–30 luglio 1973 a Hollywood, California)
- 2017: Skip Battin's Italian Dream (Appaloosa Records)

### Collaborazioni
- 1985: Live in Italy (Moondance) con Sneaky Pete Kleinow e Ricky Mantoan
- 1998: Family Tree (Folkest Dischi) con John York, Ricky Mantoan e Beppe D'Angelo

### The Byrds

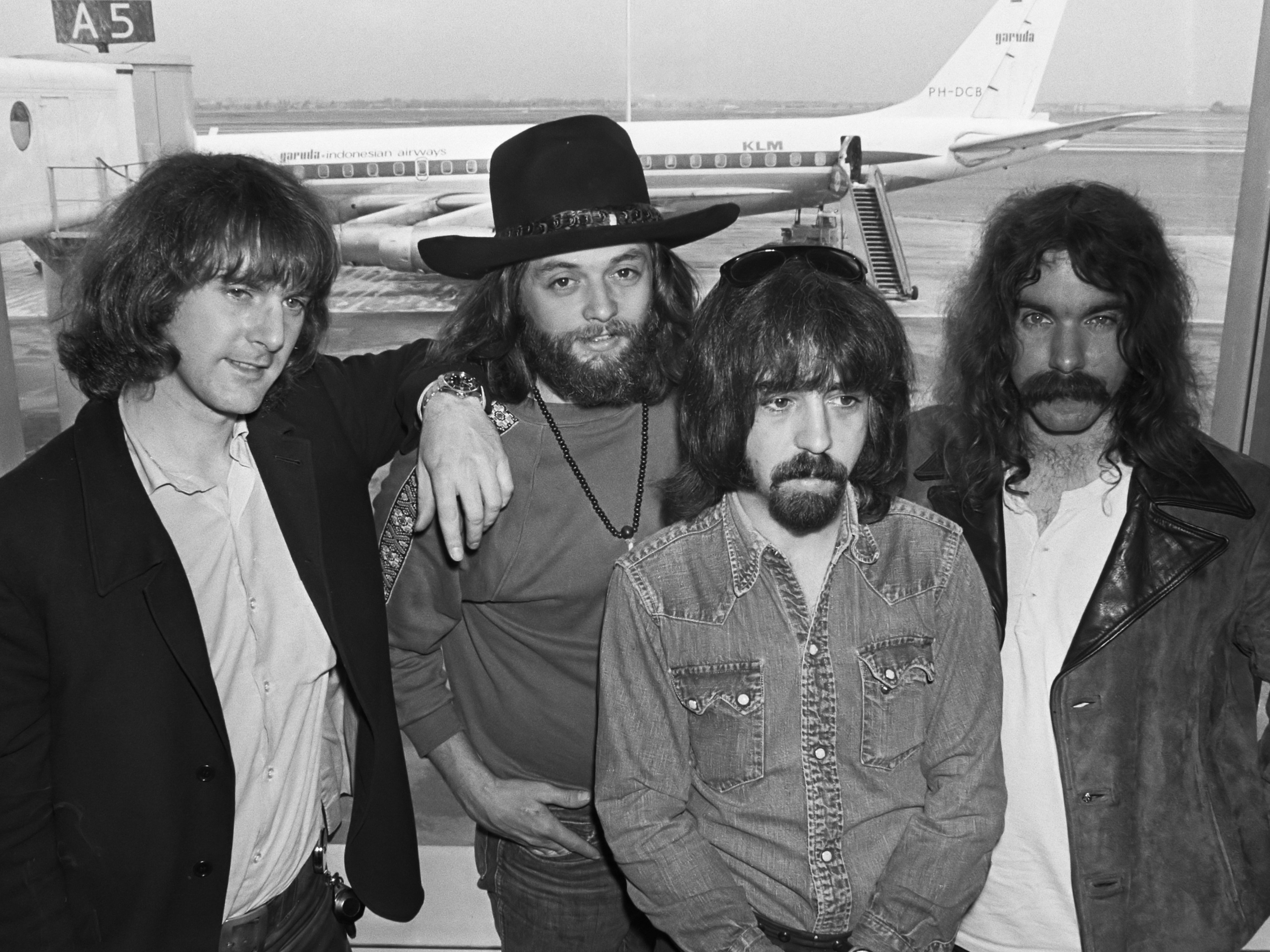
I Byrds nel 1970 (da sinistra a destra): Roger McGuinn, Skip Battin, Clarence White, Gene Parsons

- 1970: (Untitled) (Columbia)
- 1971: Byrdmaniax (Columbia)
- 1971: Farther Along (Columbia)
- 2008: Live at Royal Albert Hall 1971 (Sundazed)

### The Flying Burrito Brothers
- 1976: Airborne (Columbia)
- 1979: Live from Tokyo (Regency)
- 1981: Hearts on the Line (Curb) as The Burrito Brothers
- 1983: Hollywood Nights 1979–82 (Sundown)
- 1985: Cabin Fever (Relix)
- 1986: Live from Europe (Relix)
- 1991: Close Encounters on the West Coast (Relix)

### New Riders of the Purple Sage
- 1974: Brujo (Columbia)
- 1975: Oh, What a Mighty Time (Columbia)
- 1976: New Riders (MCA)
- 1993: Live on Stage (Relix)
- 2005: Armadillo World Headquarters, Austin, TX, 6/13/75 (Kufala)

### Partecipazioni
- 1969: Evergreen Blueshoes – The Ballad of Evergreen Blueshoes (Amos)
- 1969: Warren Zevon – Wanted Dead or Alive (Imperial)
- 1973: Kim Fowley – International Heroes (Capitol)
- 1975: Earl Scruggs Revue – Anniversary Special Volume One (Columbia)
- 1978: Kim Fowley – Visions of the Future (Capitol)
- 1979: Sneaky Pete Kleinow – Sneaky Pete (Shiloh)